# Ydre produkt
Det ydre produkt er et begreb indenfor matematikken, nærmere betegnet vektor- og matrixregning. Denne produktdannelse er et specialtilfælde af matrixprodukt for to vektorer. For vektorerne {\displaystyle {\vec {a}}} og {\displaystyle {\vec {b}}} er det ydre produkt:
{\displaystyle {\vec {a}}\otimes {\vec {b}}={\vec {a}}\;{\vec {b}}^{T}={\begin{pmatrix}a_{1}\\a_{2}\\a_{3}\\\end{pmatrix}}{\begin{pmatrix}b_{1}\\b_{2}\\b_{3}\\\end{pmatrix}}^{T}={\begin{pmatrix}a_{1}\\a_{2}\\a_{3}\\\end{pmatrix}}{\begin{pmatrix}b_{1}&b_{2}&b_{3}\\\end{pmatrix}}={\begin{pmatrix}a_{1}\cdot b_{1}&a_{1}\cdot b_{2}&a_{1}\cdot b_{3}\\a_{2}\cdot b_{1}&a_{2}\cdot b_{2}&a_{2}\cdot b_{3}\\a_{3}\cdot b_{1}&a_{3}\cdot b_{2}&a_{3}\cdot b_{3}\\\end{pmatrix}}}
For komplekse vektorer erstattes transponeringen af hermitesk adjungering.
Det ydre produkt er hverken kommutativt eller associativt.